# Bristol County, Massachusetts
Bristol County är ett administrativt område i sydvästra delen av delstaten Massachusetts i USA. Bristol är ett av fjorton counties i delstaten. Den administrativa huvudorten (county seat) är Taunton. År 2010 hade Bristol County 548 285 invånare. 

## Geografi
Enligt United States Census Bureau så har Bristol County en total area på 1 790 km². 1 440 km² av den arean är land och 350 km² är vatten. 

### Angränsande countyn
- Norfolk County, Massachusetts — nord
- Plymouth County, Massachusetts — öst
- Newport County, Rhode Island — sydväst
- Bristol County, Rhode Island — väst
- Providence County, Rhode Island — nordväst